# Liste von Persönlichkeiten der Stadt Torgau

Wappen der Stadt Torgau

Die Liste von Persönlichkeiten der Stadt Torgau enthält Personen, die in der Geschichte der sächsischen Stadt Torgau eine nachhaltige Rolle gespielt haben, die Ehrenbürger von Torgau oder hier geboren sind oder hier gewirkt haben. Zusätzlich angefügt ist eine Liste der Bürgermeister der Stadt vor dem Jahre 1600.
Für die Persönlichkeiten aus den nach Torgau eingemeindeten Ortschaften siehe auch die entsprechenden Ortsartikel.

## Ehrenbürger
- 1995: William Robertson (USA) und Alexander Silwaschko (Russland)[1]
- 2001: Hans Nadler[2]

## Söhne und Töchter der Stadt
Die folgenden Personen sind in Torgau oder den heutigen Ortsteilen der Stadt geboren. Ob sie ihren späteren Wirkungskreis in Torgau hatten oder nicht, ist dabei unerheblich.

### Geboren vor 1800
- Christine von Sachsen (1461–1521), durch Heirat Königin von Dänemark, Norwegen und Schweden sowie Herzogin von Schleswig und Holstein
- Friedrich der Weise (1463–1525), Kurfürst von Sachsen (1486–1525)
- Andreas Kauxdorf (1470–1543), lutherischer Theologe
- Friedrich von Sachsen (1473–1510), 36. Hochmeister des Deutschen Ordens (1498–1510)
- Matthäus Beskau (* um 1480–1533), katholischer Theologe und Rechtswissenschaftler
- Wolfgang Reissenbusch (um 1480–1540), Humanist, Rechtswissenschaftler und Theologe
- Nikolaus von Amsdorf (1483–1565), Theologe und Reformator
- Johann Friedrich der Großmütige (1503–1554), Kurfürst von Sachsen (1532–1547), Herzog von Sachsen (1547–1554)
- Josias Marcus (1524–1599), Rechtswissenschaftler und Beamter
- Johann Friedrich II. der Mittlere (1529–1595), Herzog zu Sachsen
- Johann Wilhelm von Sachsen-Weimar (1530–1573), Herzog von Sachsen-Weimar
- Leonhart Schröter (1532–1601), lutherischer Kantor und Komponist
- Jacob Horst (1537–1600), Mediziner
- Johann Friedrich III., der Jüngere (1538–1565), Herzog von Sachsen
- Andreas Schato (1539–1603), Mathematiker, Physiker und Mediziner
- Hans Daubmann (1545–1573), Buchdrucker
- Paul Zwilling (1547–1581), neulateinischer Epiker
- Martin Winter (1553–1595), Dichter und Logiker
- Hieronymus Nymmann (1554–1594), Mediziner
- Erasmus Unruh (1576–1628), Rechtswissenschaftler
- Gregor Horstius (1578–1636), Mediziner und Anatom an der 1607 gegründeten Universität Gießen
- Johann Wanckel (1582–1651), Mediziner
- Zachäus Faber der Jüngere (1583–1632), lutherischer Theologe und Kirchenlieddichter
- Christian Gilbert de Spaignart (1583–1632), lutherischer Theologe und Ökonom
- Jakob Müller (1594–1637), Humanmediziner und Mathematiker, lehrte 1618 als ordentlicher Professor der Mathematik in Gießen und 1625 als ordentlicher Professor der Medizin in Marburg
- Konrad von Einsiedel (1597–1668), Jurist
- Johann Philipp von Sachsen-Altenburg (1597–1639), aus dem Haus der ernestinischen Wettiner war der erste selbst regierende Herzog von Sachsen-Altenburg
- Friedrich von Sachsen-Altenburg (1599–1625), aus dem Haus der ernestinischen Wettiner, war Herzog von Sachsen-Altenburg und Herzog von Jülich-Kleve-Berg
- Johann Wilhelm von Sachsen-Altenburg (1600–1632), aus dem Haus der ernestinischen Wettiner, war Herzog von Sachsen-Altenburg und Herzog von Jülich-Kleve-Berg
- Dorothea von Sachsen-Altenburg (1601–1675), wettinische Prinzessin aus dem Haus der Ernestiner und durch Heirat Herzogin von Sachsen-Eisenach
- Sebastian Wirdig (1613–1687), Mediziner und Professor für Physik und Medizin in Dorpat
- Paul Schröter (1614–1679), deutscher Arzt, Stadtphysikus, Stadtrat und Bürgermeister in Torgau
- Johannes Meisner (1615–1681), lutherischer Theologe
- Michael Heinrich Krause (1651–1729), evangelischer Theologe
- Christian Gottfried Stentzel (1698–1748), Mediziner
- Theodor Lingke (1720–1801), evangelischer Theologe
- Johann Christian Friedrich Flemming (1745–1811), Orgelbauer, der im 18. Jahrhundert und zu Beginn des 19. Jahrhunderts in Sachsen wirkte
- Christian Traugott Koch (1752–1826), Jurist und Politiker in Leipzig
- Karl Christian Erdmann von Le Coq (1767–1830), sächsischer Generalleutnant und Kommandierender General der Armee
- Traugott Wilhelm Gustav Benedict (1785–1862), Chirurg
- Karl Adolf Maximilian Edler von der Planitz (1793–1858), königlich-sächsischer Generalmajor, geboren in Kranichau
- Fürchtegott Leberecht Bartholomäi (1794–unbekannt), Lehrer und Autor
- Moritz Seeburg (1794–1851), Jurist und Stadtrat in Leipzig
- Wilhelm Heinrich von Rouvroy (1799–1882), Generalleutnant und Schriftsteller

### Geboren im 19. Jahrhundert
- Wilhelm Haan (1801–1884), evangelischer Theologe, Pädagoge und Autor
- Otto Wagner (1803–1861), Landschafts- und Architekturmaler
- Carl Eduard Niese (1804–1882), evangelischer Theologe
- Hermann Nicolai (1811–1881), Architekt und Hochschullehrer
- Ottobald Bischoff (1821–1887), Theologe, Lehrer und Schriftsteller
- Eduard Oscar Schmidt (1823–1886), Zoologe
- Emil von Wienskowski (1826–1900), preußischer Generalleutnant
- Auguste Kux (1828–unbekannt), Köchin
- Karl Friedrich Biltz (1830–1901), Literaturwissenschaftler, Dramatiker und Theaterkritiker
- Hans Lachenberger (1831–1891), Komponist
- Bernhard Kraehe (1832–1892), Generalleutnant
- Ernst Maria Großheim (1832–1880), Sanitätsoffizier
- Alexander Heßler (1833–1900), Opernsänger (Bariton), Theaterschauspieler, -regisseur und -direktor
- Albert Conrad (1837–1887), Kunstmaler und Bildhauer
- Louis Walther (1838–1891), Richter und Abgeordneter im Königreich Preußen
- Georg von Siemens (1839–1901), Gründungsdirektor der Deutschen Bank, Neffe zweiten Grades von Werner von Siemens
- Wilhelm von Holleben (1840–1912), Gernalleutnant
- Olga Meissner (1844–1895), Landschaftsmalerin der Düsseldorfer Schule
- Erich Lölhöffel von Löwensprung (1845–1915), Generalleutnant
- Konrad Roßberg (1846–1921), Philologe
- Louis Heinrici (1847–vermutlich 1930), Industrieller und Fabrikant
- Paul Oettinger (1848–1934), Berufssoldat und Militärschriftsteller
- Hubert Maximilian Ermisch (1850–1932), Archivar und Historiker
- Paul Johannes von Funck (1851–1913), preußischer Beamter, Polizeidirektor, Landrat und Regierungspräsident von Köslin
- Franz Rohrbeck (1852–1919), deutschamerikanischer Genre-, Landschafts- und Porträtmaler
- Erich Kling (1854–1892), Offizier und Forschungsreisender
- Oltwig von Kamptz (1857–1921), Offizier und Kommandeur der kaiserlichen Schutztruppe für Kamerun
- Ernst Girschner (1860–1914), Lehrer und Insektenkundler
- Oskar Berger (1862–1934), Turnlehrer und Funktionär, war von 1919 bis 1929 Vorsitzender der Deutschen Turnerschaft
- Karl Münscher (1871–1936), Klassischer Philologe, der ab 1909 als Professor in Münster wirkte, veröffentlichte bedeutende Studien zur griechischen Rhetorik und zur Metrik der griechischen Tragiker
- Paula Geiger-von Blanckenburg (1875–1956), Malerin und Grafikerin
- Viktor Schilling (1883–1960), Internist und Hämatologe
- Leonhard Köppe (1884–1969), Augenarzt und Universitätslehrer
- Herbert Becker (1887–1974), Offizier und Generalleutnant der Polizei
- Horst W. Baerensprung (1893–1952), Rechtsanwalt und Polizeipräsident der Polizeidirektion Braunschweig
- Götz von Selle (1893–1956), Bibliothekar und Historiker in Königsberg
- Albrecht Focke (1896–1967), Offizier der Wehrmacht
- Ruth Zechlin (1899–1966), Sachbuchautorin und Professorin für Werkpädagogik

### Geboren im 20. Jahrhundert
- Kurt Schmid-Ehmen (1901–1968), Bildhauer
- Martin Weise (1903–1943), Politiker der KPD und Widerstandskämpfer gegen den Nationalsozialismus (Rote Kapelle)
- Karl Enigk (1906–1997), Tierarzt und Hochschullehrer
- Paul Grimm (1907–1993), Mittelalterarchäologe
- Werner Haarnagel (1907–1984), Archäologe und Geograph
- Erich Constein (1912–1991), Maler, Bildhauer und Grafiker
- Adolf-Henning Frucht (1913–1993), Arzt, Physiologe und Spion
- Wolfgang Rößner (1914–2001), Ingenieur und Hochschullehrer
- Karl-Heinz Schlüter (1920–1995), Pianist
- Rudolf Magnitzke (1927–2018), Generalmajor der Nationalen Volksarmee der Deutschen Demokratischen Republik
- Horst Barth (1933–2018), Lehrer und Politiker (FDP), Oberbürgermeister der Stadt Riesa
- Horst Klengel (1933–2019), Altorientalist
- Ruth Peschel (1933–2022), Grafikerin und Illustratorin
- Walter Hundt (1934–2024), Politikwissenschaftler, Hochschullehrer
- Heinz Erbstößer (* 1940), Leichtathlet
- Horsta Krum (* 1941), Publizistin sowie ehemalige evangelisch-reformierte Pastorin
- Regine Kühn (* 1941), Drehbuchautorin
- Rainer Poser (* 1941), Boxer
- Peter Goedel (* 1943), Regisseur
- Gerd Schienstock (* 1943), Soziologe
- Jochen Kirchhoff (* 1944), Autor
- Wolf Roth (* 1944), Schauspieler
- Dagmar Kirste (* 1946), zweifache Kanuslalom-Weltmeisterin
- Peter Selzer (* 1946), Leichtathlet und Olympiateilnehmer
- Wolfgang Friedrich (* 1947), Bildhauer
- Bernd Höcke (* 1949), Radrennfahrer
- Gregor Kiritschenko (* 1949), Radrennfahrer
- Wolfgang Heinig (* 1951), Leichtathletik-Bundestrainer
- Frank Schumann (* 1951), Verleger und Publizist
- Wolfgang Klotz (* 1951), Geräteturner
- Rudolf Weiner (* 1951), Chirurg und Hochschullehrer
- Jürgen Dannenberg (* 1952), Kommunalpolitiker der Linkspartei und Landrat des Landkreises Wittenberg
- Bernd Rohde (* 1952), Politiker (CDU)
- Margit Zacharias (* 1957), Physikerin
- Frank Kupfer (* 1962), Politiker der CDU
- Henrik Poller (* 1962), ehemaliger Landtagsabgeordneter (Fraktion Bündnis 90)
- Matthias Moder (* 1963), Leichtathlet
- Jens Müller (* 1965), Rennrodler und dreifacher Olympiateilnehmer
- Elisabeth Hartwig (* 1966), Benediktinerin
- Jürgen Maresch (* 1966), Politiker und ehemaliges Mitglied der Partei Die Linke, von 2009 bis 2014 war er Abgeordneter im Landtag Brandenburg
- Olaf Marschall (* 1966), ehemaliger Fußballnationalspieler
- Mario Reiß (* 1966), Lokomotivführer und Gewerkschaftsfunktionär
- Christoph Winkler (* 1967), Choreograf, erarbeitete er als freischaffender Künstler in Berlin mehr als 20 Tanzstücke
- Sabine Kuhlmann (* 1970), Politik- und Verwaltungswissenschaftlerin sowie stellvertretende Vorsitzende des Nationalen Normenkontrollrats
- Henrik Simon (* 1971), Kommunalpolitiker
- Guido Rennert (* 1973), Klarinettist, Komponist und Arrangeur
- Ronny Kujat (* 1974), Fußballspieler
- Greta Galisch de Palma (* 1976), Schauspielerin
- Robert Böhm (* 1983), Psychologe
- Marian Wendt (* 1985), Verwaltungsjurist, Mitglied des Deutschen Bundestages (CDU)
- Kai Kazmirek (* 1991), Leichtathlet
- Paul Pigorsch (* 1991), Sportschütze
- Celin Izabel Harriot (* 1992), Schriftstellerin und Journalistin
- Kathrin Murche (* 1999), Sportschützin

## Persönlichkeiten, die mit der Stadt in Verbindung stehen

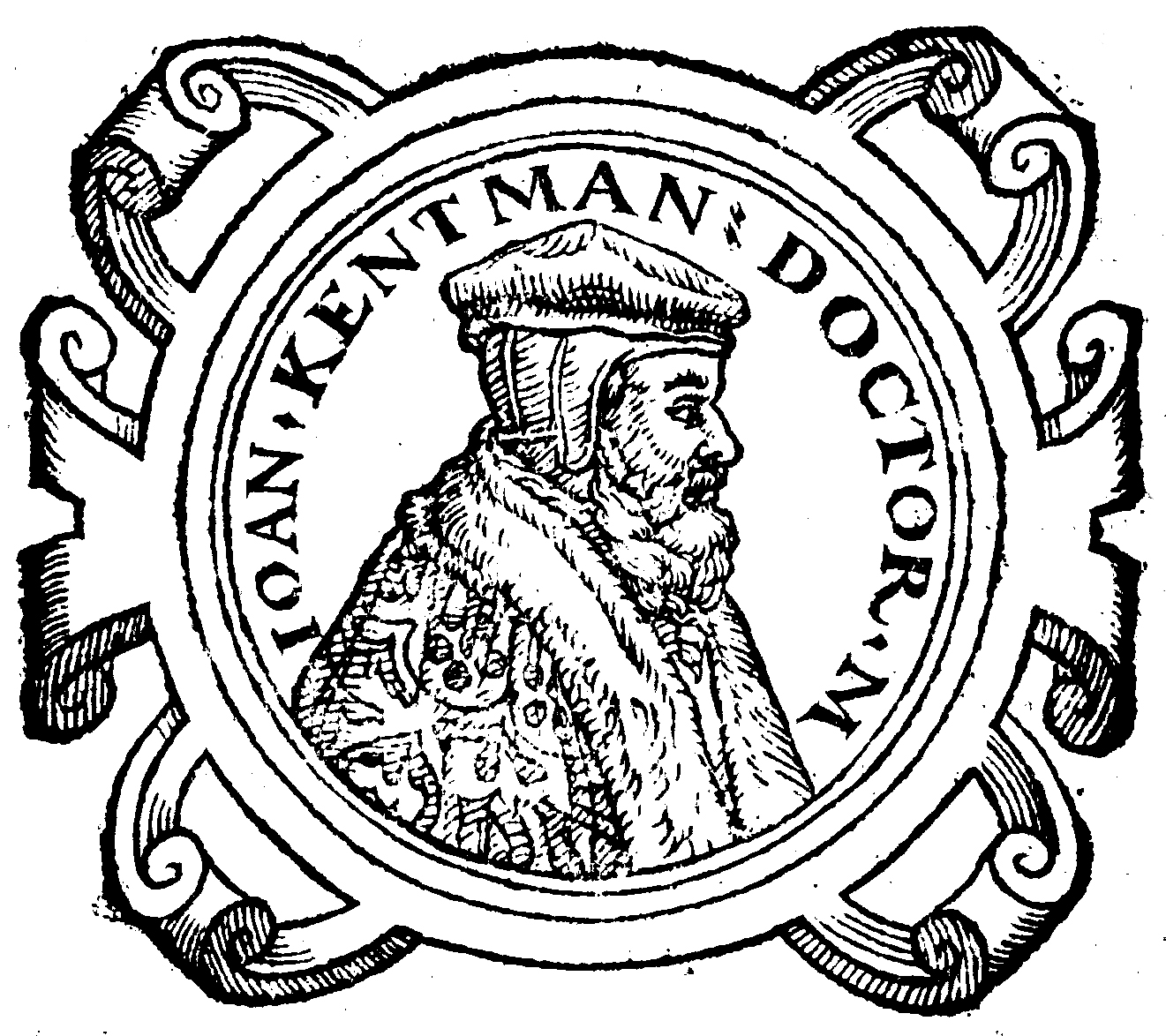
Johannes Kentmann

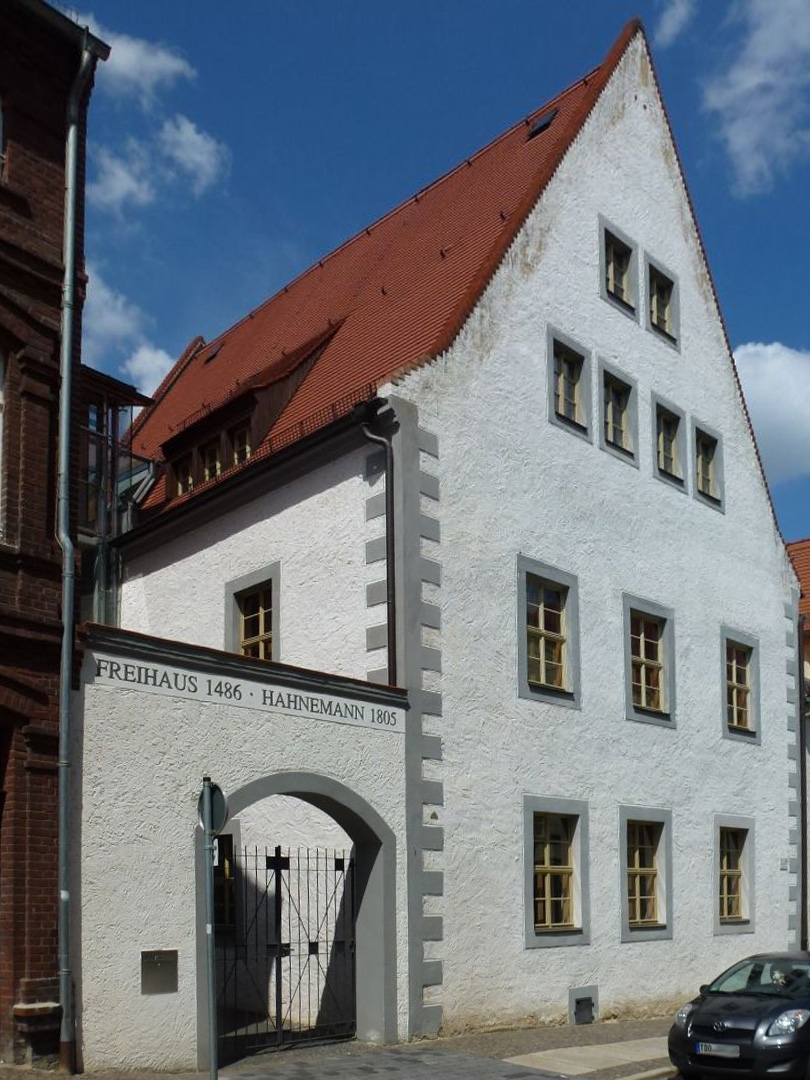
Hahnemann-Haus

- Sophie Herzogin zu Mecklenburg (1481–1503), Herzogin zu Mecklenburg und durch Heirat Herzogin von Sachsen, starb in Torgau
- Martin Luther (1483–1546), Reformator, weihte 1544 die Schlosskirche als ersten protestantischen Kirchenneubau
- Claus Narr (vor 1486–nach 1530), Hofnarr auf Schloss Hartenfels
- Katharina von Mecklenburg (1487–1561), Herzogin von Sachsen, Tochter des Herzogs Magnus von Mecklenburg, heiratete 1512 den Herzog Heinrich den Frommen von Sachsen in Freiberg, starb in Torgau.
- Johann Walter (1496–1570), Komponist, Kantor und Freund Luthers
- Katharina von Bora (1499–1552), „Die Lutherin“
- Nikolaus Gromann (um 1500–1566), Baumeister der Renaissance, Erbauer der Torgauer Schlosskirche
- Nickel Hoffmann (um 1510–1592), Steinmetz und Bildhauer
- Johannes Kentmann (1518–1574), Mediziner und Naturforscher, Stadtphysicus in Torgau
- Mento Gogreve (um 1541–nach 1588), Theologe und Pädagoge, Superintendent in Torgau
- Joachim Kreich († 1575), Apotheker in Torgau, begründet 1543 einen botanischen Garten, den die Apothekerfamilie Moser bis zur Zerstörung im Dreißigjährigen Krieg 1637 fortführte.[3] Kreich war einer von nur vier deutschen Tomatenbesitzern.[4][5]
- Sigismund Ulrici (Ende 17. Jh.–1758), Baumeister und Kartograph, starb in Torgau
- Samuel Hahnemann (1755–1843), Begründer der Homöopathie
- Louis Marie de Narbonne-Lara (1755–1813), französischer General und Diplomat, 1813 Gouverneur von Torgau
- Gustav von Rauch (1774–1841), preußischer General der Infanterie und Generalinspekteur der preußischen Festungen, später Kriegsminister
- Hermann Kunibert Neumann (1808–1875), Schriftsteller und Militär, organisierte 1848 die Bürgerwehr, war zentrale Person der politischen Bewegung 1849 in Torgau
- Wilhelm von Beczwarzowski (1862–1932), Kompaniechef des 4. Thüringischen Infanterie-Regiment Nr. 72, später preußischer General
- Paul Herrmann (1866–1930), Professor am Mackensen-Gymnasium (dem heutigen Johann-Walter-Gymnasium)
- Emil Laube (1868–1939), Kunstmaler
- Gustav Hagemann (1891–1982), Maler und Lapplandforscher

## Bürgermeister der Stadt Torgau (bis 1600)
(Die Liste folgt Martin Granzin.)
- 1359: Hermannus
- 1377–1386: Voldcke (Vondicke, Vondecke), Hans
- 1400: Vordecke, Matthias
- 1410: Schreiber, Peter, auch 1414
- 1430: Metzsch, Nickel, auch 1452
- 1434: Dommitzsch, Matthias, auch 1439, 1454
- 1470: Freiberg, Nickel, auch 1478
- 1480: von Dommitzsch, Nickel, auch 1481
- 1482: Gantzsch, Andreas
- 1484: Becker, Peter
- 1494: Schollis, Michel
- 1497: Donat, Valentin; auch 1500, 1502, 1521, † 1528
- 1500: Stoltze, Andreas; auch 1501
- 1503: Ruppitzsch, Peter, auch 1504, † vor 1530
- 1507: Muschwitz, Mathes, auch 1508, 1510, 1513; † vor 1526
- 1510: Moller, Eucharius, auch 1512, + wohl vor 1520
- 1512: Sangner, Kaspar, auch 1514
- 1520: Hetzer, Klaus, auch 1523, 1526
- 1520: Köppe, Erasmus, auch 1522, 1525, 1533, 1536, 1542, 1545, 1548
- 1521: Donat, Valentin
- 1524: Schedel, Jobst, auch 1527
- 1531: Willsener, Jacob, auch 1534, 1536, 1537, 1540, 1543
- 1532: Kelhaymer, Georg, auch 1535
- 1546: Spaltholz, Andreas, auch 1549, 1552
- 1550: Proschwitz, Martin, auch 1554, 1557, 1560, 1563
- 1553: Schulz, Andreas, auch 1556, 1559, 1562, 1565, 1571
- 1555: Weinbeer, Georg, auch 1558, 1561, 1564
- 1574: Trautmann, Nickel, auch 1577, 1580, 1583
- 1579: Horst, Gregor, auch 1582, 1585, 1591
- 1581: Hopf, Johann, auch 1590
- 1592: Bullenheim, Caspar, auch 1595, 1601
- 1593: Pfreundt, Johann
- 1594: Ringenhain, Gregor, auch 1600